# Cratere Orpheus
Orpheus  è un cratere sulla superficie di Eros.